# Gradisca d’Isonzo
Gradisca d’Isonzo (deutsch, veraltet: Gradis (oder Gradisch) am Sontig, Friulanisch: Gardiscja oder Gardiscje, slowenisch: Gradišče ob Soči) ist eine Stadt in Oberitalien mit 6428 Einwohnern (Stand 31. Dezember 2023) im östlichen Friaul nahe der Grenze zu Slowenien. Die Fläche der Gemeinde beträgt 10 Quadratkilometer.
Gradisca d’Isonzo ist Mitglied der Vereinigung I borghi più belli d’Italia (Die schönsten Orte Italiens).

## Geschichte
Der Name Gradisca geht auf slawische Wurzeln zurück und bedeutet „befestigter Ort“. Er wurde unter venezianischer Herrschaft am Ende des 15. Jahrhunderts zu einer Festung gegen die nahende türkische Bedrohung aus dem Osten ausgebaut. An den mehrfachen Erweiterungs- und Befestigungsarbeiten wirkte auch Leonardo da Vinci mit. Im Jahr 1511 eroberten während des Kriegs der Heiligen Liga die Truppen Kaiser Maximilians die Festung, die fortan Teil der habsburgischen Grafschaft Görz war. Im Friauler Krieg scheiterte 1616 bis 1617 der venezianische Versuch, durch Belagerung den Ort zurückzugewinnen.

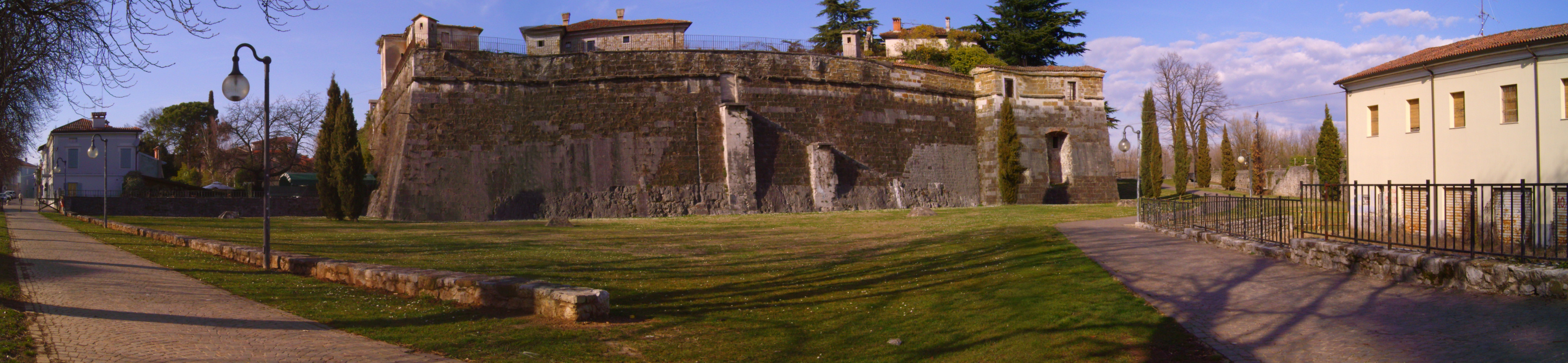
Fortezza di Gradisca

1647 spaltete Kaiser Ferdinand III. Gradisca und sein Umland von der Inneren Grafschaft Görz ab und belehnte sie als Gefürstete Grafschaft Gradisca – gegen hohes Entgelt – an die Eggenberger. Das Geschlecht erlosch 1717, und die Grafschaft fiel durch den Erbvertrag zurück an die Habsburger; diese vereinten sie mit Görz zur Gefürsteten Grafschaft Görz und Gradisca, die als Kronland bis 1918 bestand.
Im Ersten Weltkrieg lag der Ort an der Frontlinie zwischen Österreich und Italien, an der es zu zwölf furchtbaren Schlachten, den Isonzoschlachten, kam. 1918 kam das Gebiet an Italien.

## Stadtbild und Sehenswürdigkeiten
Dominiert wird die Stadt heute von dem mächtigen Kastell. Zur Zeit der österreichischen Herrschaft wurde das Kastell als Gefängnis benutzt.
In der Altstadt befindet sich im Palazzo dei Provveditori aus dem 15. Jahrhundert die Enoteca Regionale, genannt La Serenissima. Dort kann man die erlesensten Weine der Region Friaul verkosten und kaufen. Gradisca d’Isonzo liegt im Gebiet der Collio-Weine. Reste der mächtigen Stadtmauer sind weitere Sehenswürdigkeiten dieses kleinen Grenzortes.

## Kultur
Als Schutzpatrone der Stadt gelten die Heiligen Peter und Paul
Von 2003 bis 2008 fand alljährlich im März/April im Palazzo del Monte di Pietà die MAGIS Gradisca Film Studies Spring School statt. Sie wird, ab 2009 im nahegelegenen Gorizia, von der Universität Udine in Zusammenarbeit mit zahlreichen europäischen Universitäten, Archiven und Filminstitutionen veranstaltet.

## Städtepartnerschaften
Gradisca hat Städtepartnerschaften geschlossen mit Althofen in Österreich (1993), Kastav in Kroatien (2003) und Ibrány in Ungarn (2004).

## Söhne und Töchter der Stadt
- Gino Colaussi (1914–1991), italienischer Fußballspieler
- Luigi Spazzapan (1889–1958), italienischer Maler und Bildhauer